# 唇音

調音部位

唇音
両唇音
唇歯音
舌頂音
舌尖音 / 舌端音
舌唇音
歯間音
歯音
歯歯茎音
歯茎音
後部歯茎音
そり舌音
歯茎硬口蓋音
舌背音
硬口蓋音
軟口蓋音
口蓋垂音
咽喉音
咽頭音
喉頭蓋音
声門音
二重調音
両唇軟口蓋音

▶ 調音方法

唇音（しんおん、英: Labial consonant）は、音声学において下唇を用いて調音される単音をいう。以下の2つが含まれる。
- 両唇音
- 唇歯音